# Wojciech Chocimirski
Wojciech Chocimirski (Chocimierski) herbu własnego – rotmistrz królewski, starosta lubaczowski.
Poseł województwa podolskiego na sejm koronacyjny 1576 roku, poseł ziemi trembowelskiej na sejm 1585 roku, poseł powiatu trembowelskiego na sejm 1590/1591 roku, poseł województwa ruskiego na sejm 1592 roku i sejm 1600 roku.